# VTV (Uruguay)
VTV es un canal de televisión abierta uruguayo cuya programación generalista, está enfocada en los eventos deportivos, la información y el entretenimiento.

## Historia
Fue fundado el 20 de enero de 2003, siendo dirigido y operado por la empresa Tenfield. Su nombre formal en ese entonces era VTV Uruguaya ("Ver televisión uruguaya"), aunque siempre se lo denominó comercialmente como VTV.
En 2013 fue lanzada su segunda señal bajo el nombre VTV+, actualmente VTV Plus. En ese año, el canal comienza a emitir toda su programación en la relación de aspecto 16:9.

## Programación
Cuenta con una amplia programación periodística, de actualidad e entretenimiento, así como también deportiva, habiendo gran variedad de programas, además de las transmisiones de los eventos de los diferentes deportes del país.